# Jerzy Plantagenet (książę Clarence)
George Plantagenet (ur. 21 października 1449, zm. 18 lutego 1478) – książę Clarence od 1461 z dynastii Plantagenetów (linia Yorków), syn Ryszarda Plantageneta i Cecylii Neville, brat królów Anglii: Edwarda IV Yorka i Ryszarda III.

## Życiorys

### Pochodzenie
Urodził się 21 października 1449 jako dziewiąte dziecko (a szósty syn) z dwanaściorga dzieci Ryszarda Plantageneta, księcia Yorku i pretendenta do tronu Anglii oraz Cecylii Neville. Spośród licznego rodzeństwa dzieciństwo przeżyły trzy siostry George’a: Anna, Elżbieta i Małgorzata oraz trzej bracia: Edward IV, Edmund i Ryszard.

### Dojście Yorków do władzy
Pod koniec 1460 ojciec George’a i jeden z jego braci - 17-letni Edmund - zginęli pod Wakefield, jednej z wielu bitew Wojny Dwóch Róż. Zwłoki Ryszarda Plantageneta zostały zdekapitowane; następnie głowę przystrojono papierową koroną, zatknięto na pice obok oddzielonej od ciała głowy Edmunda i obie zawisły na południowej bramie Yorku. Tytuł księcia Yorku otrzymał brat George’a, Edward.
2 lutego 1461 Edward odniósł zwycięstwo w bitwie pod Mortimer’s Cross, podczas której na niebie pojawił się parhelion (zjawisko uważane za symbol trzech żyjących synów Ryszarda Plantageneta: Edwarda, Georgre'a oraz Ryszarda). Stronnicy rodu Yorków odczytali to jako boskie błogosławieństwo . Wkrótce po bitwie królowa Małgorzata Andegaweńska wraz z synem Edwardem opuściła kraj.
28 czerwca 1461 Edward IV został koronowany na króla Anglii.

### Marzenia o koronie i konflikt z bratem
George w latach 1461–1470 był potencjalnym następcą tronu Anglii, ponieważ ze związku Edwarda IV i Elżbiety Woodville rodziły się same córki.
George marząc o objęciu tronu Anglii, rozpowszechniał pogłoski, jakoby Edward IV był dzieckiem nieślubnym. Twierdził, że ich matka Cecylia miała romans z łucznikiem imieniem Blaybourne. Na tej podstawie utrzymywał, że on jako kolejny syn Ryszarda Plantageneta, ma prawo do korony.
George był skonfliktowany z żoną brata, którą Edward poślubił w 1464 (Elżbietą Woodville) i rozgłaszał, że to małżeństwo jest nieważne.
W kwietniu 1470 po otwartym wystąpieniu przeciwko swemu bratu i udzieleniu poparcia rebeliantom rok wcześniej, uciekł do Francji wraz z Ryszardem Neville’em, hrabią Warwick.Z inicjatywy króla Francji Ludwika XI doszło do oficjalnego porozumienia między księciem Clarence a obaloną królową Małgorzatą Andegaweńską, którego celem było przywrócenie dynastii Lancasterów na tron Anglii. Pomimo wcześniejszej wrogości – w tym przypisywanego Małgorzacie udziału w zbezczeszczeniu zwłok ojca George'a po bitwie pod Wakefield – zawarcie sojuszu miało charakter czysto polityczny, gdyż obie strony dążyły do obalenia Edwarda IV.
W listopadzie 1470 porozumiał się ze zwolenniczką Lancasterów Małgorzatą Beaufort.
Zmiana stron, porzucenie brata oraz sojusz z dotychczasowymi wrogami sprawiły, że Clarence spotykał się z niechęcią nie tylko ze strony Yorków, ale również Lancasterów. Wobec działań Warwicka, który doprowadził do przywrócenia Henryka VI na tron, utracił nadzieję na objęcie korony. Zwrócił się o przebaczenie do brata, który 11 kwietnia 1471 ponownie objął władzę.

### Małżeństwo i potomstwo
11 lipca 1469 w Calais poślubił Izabelę Neville, starszą córkę Ryszarda Neville’a, znanego jako „Twórca Królów”. Małżeństwo to zostało zawarte bez zgody Edwarda IV i stanowiło wyraz politycznego sojuszu skierowanego przeciwko królowi.
Z tego związku pochodziło 4 dzieci:
- Dziecko (źródła różnie wskazują płeć), urodzone na statku w kwietniu 1470 i zmarłe tuż po narodzinach[4],
- Małgorzata Pole (ur. 14 sierpnia 1473 –  zm. 27 maja 1541), stracona z rozkazu Henryka VIII,
- Edward Plantagenet, 17. hrabia Warwick (ur. 25 lutego 1475 – zm. 28 listopada 1499), stracony z rozkazu Henryka VII,
- Ryszard York (ur. 6 października 1476 – zm. 1 stycznia 1477).

Izabela Neville zmarła 22 grudnia 1476 w połogu. Z rozkazu George'a stracono służkę Izabeli, Ankarette Twynho, na podstawie podejrzenia o otrucie księżnej.

### Plany małżeńskie po śmierci Izabeli
Jedna z sióstr George'a – Małgorzata York – była księżną Burgundii. 4 stycznia 1477 owdowiała a dziedziczką księstwa została jej jedyna pasierbica, Maria Burgundzka. Małgorzata zaproponowała, aby owdowiały George poślubił Marię. Z entuzjazmem przyjął propozycję, bo Marię uważano za najlepszą partię w Europie. Na zawarcie tego małżeństwa nie wyraził jednak zgody Edward IV. Decyzję tę podjął prawdopodobnie pod wpływem królowej, która obawiała się, że jej szwagier, dysponując wsparciem burgundzkich sił zbrojnych, mógłby zagrozić sukcesji jej synów do tronu Anglii.

### Aresztowanie i śmierć
Brak zgody Edwarda IV na ślub z księżną Burgundii wywołał  głębokie rozgoryczenie u księcia. W jego wyniku ponownie zaczął publicznie występować przeciwko królowi, m.in. broniąc jednego ze swoich stronników, Thomasa Burdeta, skazanego na śmierć za zniesławienie Edwarda IV oraz jego następcy Edwarda. Około 10 czerwca 1477 George został oskarżony o zdradę i uwięziony w Tower.
W styczniu 1478 roku odbył się proces George'a w wyniku którego został uznany za winnego zdrady. Wyrok śmierci wykonano 18 lutego 1478. Książę został utopiony w beczce małmazji.
Nie istnieją jednoznaczne dowody potwierdzające, że Elżbieta Woodville wpłynęła na męża by podtrzymał wyrok śmierci. Domenico Mancini, który przybył na angielski dwór około pięć lat później, odnotował jednak, że królowa wyrobiła sobie opinię, iż żadne z jej dzieci nie zasiądzie na tronie, póki żyw będzie Clarence, i z łatwością przekonała do tego swego małżonka, króla.
Ryszard, książę Gloucester, prawdopodobnie wstawił się u króla za skazanym bratem i był oburzony decyzją o jego egzekucji. Jednocześnie zwrócił się do Edwarda z prośbą o przekazanie mu dóbr po zmarłej Izabeli.

### Dziedzictwo
Po śmierci George’a opiekę nad jego dziećmi – Małgorzatą i Edwardem - przejęła jego szwagierka, Anna Neville. Ze względu na to, że ich ojciec został uznany za zdrajcę, potomstwo George'a zostało wykluczone z linii sukcesji do tronu.
W kwietniu 1483 zmarł Edward IV a jego następcą został Edward V. Funkcję Lorda Protektora objął Ryszard. Wkrótce powrócił do tezy, którą za życia głosił jego brat i ogłosił, że małżeństwo Edwarda IV z Elżbietą Woodville było nieważne, więc dzieci z tego związku są nieślubne. Na tej podstawie unieważnił roszczenia Edwarda V do tronu i sam ogłosił się królem jako Ryszard III.
Po klęsce Ryszarda III w bitwie pod Bosworth w 1485 i objęciu tronu przez Henryka VII Tudora Edward, syn Clarence'a, został uwięziony. Po czternastu latach spędzonych w odosobnieniu w 1499 został stracony pod zarzutem zdrady. Z kolei jego siostra Małgorzata została wydana za mąż za stronnika Tudorów. W 1541 roku została ścięta z rozkazu Henryka VIII.